# 拓跋悦
拓跋悦（？—409年11月25日），追尊魏昭成帝拓跋什翼犍曾孙，陈留桓王拓跋虔之子，北魏宗室、官员。

## 生平
拓跋悦外表和蔼内心狠毒，魏道武帝拓跋焘常常以为拓跋虔为国事而死，对拓跋悦特地加以亲近宠信。天兴六年十月乙卯（403年11月25日），右将军拓跋悦被封为朱提王，后来担任宗师。拓跋悦倚仗受宠骄傲自夸，时常对亲近的王洛生之流说：“一旦皇帝去世，我仅仅避让卫公，除此之外谁在我前面？”卫王拓跋仪的胡须十分美丽，为内外之人所敬重，拓跋悦所以这么说。当初，姚兴赎回狄伯支，拓跋悦送他回后秦，路过雁门，拓跋悦于是背地引诱奸猾的豪强，以博取他们的欢心。拓跋悦后来遇事受到谴责，逃亡到雁门，打算召集豪强，要做谋逆的事，被当地人捉拿送到京城，魏道武帝宽恕不加罪。魏明元帝拓跋嗣即位，召拓跋悦入皇宫侍奉，拓跋悦又心怀诡计，对魏明元帝说：“京城人员复杂，不可确保守信，应该诛杀不同类的人。另外雁门人多奸计，都可以诛杀。”拓跋悦想以此报自己的私仇。魏明元帝不听从。拓跋悦内心怀疑恐惧，于永兴元年闰十月丁亥（409年11月25日）藏着两刃匕首入宫侍奉，阴谋杀害魏明元帝。叔孙俊察觉拓跋悦举动异常，怀疑拓跋悦，伸手拉住拓跋悦，在他怀中搜出匕首，拓跋悦被捉住后被赐令自杀。

## 兄弟
- 拓跋崇，北魏并州刺史、陈留景王